# نهر ميتيس
نهر ميتيس (بالفرنسية: Rivière
Mitis)‏ هو نهر سالمون في منطقة باس ساينت لورنت في كيبك، كندا. يتدفق إلى الشاطئ الجنوبي لنهر سانت لورانس. هناك نوعان من السدود الكهرومائية على النهر عند نقطة حيث يستخدم شلال لمنع السلمون من الذهاب إلى أعلى مجرى النهر. وُضِع نظام لالتقاط ونقل السلمون في أعلى المنبع في عام 1965 وأصبح النهر الآن يتمتع بصحة جيدة من السلمون على طول طوله.